# Ким Син Ук
Ким Син Ук, рекомендуемая транскрипция имени по системе Концевича — Ким Синук (кор. 김신욱; общепринятая латинская транскрипция — Kim Shinwook; род. 14 апреля 1988, Квачхон, Кёнгидо) — футболист Республики Корея. Выступает за клуб «Лайон Сити Сейлорс» и национальную сборную Республики Корея.

## Карьера
Ким Син Ук начал играть в футбол в университете Чунан. С 2009 по 2016 годы выступал за футбольный клуб «Ульсан Хёндэ».
Ким Син Ук провёл свою юность в амплуа центрального защитника и опорного полузащитника, но по предложению его тренера был переведён в нападение через несколько недель после подписания своего первого профессионального контракта с «Ульсан Хёндэ». В последнее время ему удалось доказать свою ценность, став одним из лучших форвардов в корейском футболе. О его совершенствовании на позиции нападающего за последние несколько лет свидетельствует полученное им прозвище — «наш гигант».
8 июля 2019 года подписал контракт с китайским клубом «Шанхай Шеньхуа» до декабря 2021 года. Сумма трансфера игрока составляет 5,35 млн евро.